# Flota Gdynia
Wojskowy Klub Sportowy „Flota” Gdynia – organizacja zrzeszająca sportowców, związana z polską Marynarką Wojenną.

## Historia
Powstał w 1936 roku jako główny ośrodek sportowy w Marynarce Wojennej. Po II wojnie światowej został odtworzony jako Klub Sportowy Marynarki Wojennej "Flota", a w 1957 roku powrócono do oryginalnej nazwy. W 1995 roku przeszedł w podporządkowanie Wojskowego Ośrodka Szkolenia Sportowego Marynarki Wojennej, po rozformowaniu którego (w 2001 roku) przekształcił się w samodzielne stowarzyszenie, funkcjonujące oficjalnie poza strukturami Wojska Polskiego. Jest organizacją pożytku publicznego. 
Mieści się na obiektach Zespołu Sportowego Marynarki Wojennej w Gdyni-Oksywiu.

## Sekcje sportowe
- bieg na orientację
- podnoszenie ciężarów
- lekkoatletyka
- strzelectwo
- kolarstwo
- judo
- rugby
- pływanie
- tenis
- szachy

## Prezesi klubu
- kontradm. Gereon Grzenia-Romanowski (1957-1958)
- kmdr Stanisław Filipiak (1959–1960)
- kmdr Zdzisław Kamiński (1961–1964)
- kontradm. Józef Sobiesiak (1965–1968)
- kontradm. Władysław Szczerkowski (1969–1972)
- kmdr Ignacy Błasiak (1973–1981)
- kmdr Hieronim Klapka (1981-1989)
- adm. Romuald Waga (1989-2001)
- wiceadm. Henryk Sołkiewicz (2001-2006)
- kontradm. Andrzej Rosiński (2006-2008)
- kmdr Ryszard Sawicki (od 2008)

## Sekcja piłkarska
Sekcja piłkarska istniała od założenia klubu w 1936 roku. Rozwiązana została w 1973 roku. Kilkakrotnie występowała w III lidze piłkarskiej.
| Sezon   | Liga                                       | Pozycja | Punkty | Bramki |
| ------- | ------------------------------------------ | ------- | ------ | ------ |
| 1953    | III liga, grupa IV (Gdańsk)                | 7       | 14     | 30:30  |
| 1957    | baraże o awans do II ligi (grupa II)       | 3       | 4      | 4:15   |
| 1958    | baraże o awans do II ligi (grupa IV)       | 2       | 8      | 10:7   |
| 1961    | baraże o awans do II ligi (grupa II)       | 1       | 8      | 12:3   |
| 1961    | baraże o awans do II ligi (grupa finałowa) | 6       | 7      | 18:22  |
| 1966/67 | III liga, grupa IV (Poznań)                | 10      | 27     | 45:50  |
| 1967/68 | III liga, grupa IV (Poznań)                | 12      | 26     | 24:35  |
| 1968/69 | III liga, grupa IV (Poznań)                | 9       | 27     | 29:42  |
| 1969/70 | III liga, grupa IV (Poznań)                | 5       | 33     | 33:26  |
| 1970/71 | III liga, grupa IV (Poznań)                | 11      | 29     | 40:33  |
| 1972/73 | III liga, grupa IV (Poznań)                | 9       | 28     | 32:37  |